# Datsan d'Atagan-Deresteï
 (février 2024).
Le datsan d'Atagan-Deresteï (tibétain ལྷུན་གྲུབ་བདེ་ཆེན་གླིང་, Wylie : lhun grub bde chen gling ; bouriate de Russie : Атаган-Дэрэстэйн дасан ; en russe : Атага́н-Дыресту́йский даца́н, Atagan-Dyretsouïski datsan) est un temple bouddhiste situé dans le village de Djida du raïon de Djida en Bouriatie.

## Géographie
Il se situe sur la rive gauche de la rivière Djida, près de la montagne sacrée Nomto Uula.

## Histoire
Le datsan est l'un des plus anciens de Bouriatie, ayant été fondé par la tribus des Atagans. La date de fondation dépend des sources, il aurait soit été fondé vers 1749, soit vers 1770. Durant la période de persécution religieuse en URSS dans les années 1930, les datsans furent pillés et détruits, et les lamas furent réprimés. Seul un des bâtiments du datsan a survécu, où des ateliers de machines et de tracteurs ont été mis.
Le datsan a été restauré depuis le début du XXIe siècle. Une première restauration a eu lieu de 2006 à 2066 pour la partie nord, et en 2007, le premier khural a été tenu dans cette partie restaurée.